# 岡本洋介
岡本 洋介（おかもと ようすけ、1985年9月27日 - ）は、和歌山県西牟婁郡すさみ町出身の元プロ野球選手（投手）。右投右打。
叔父は元プロ野球選手（投手）・政治家の岡本光。

## 経歴

### プロ入り前
和歌山県立南部高等学校時代は、エースとして活躍。2年秋に近畿大会で準決勝、3年夏の和歌山大会で準決勝まで進出したが、春夏とも阪神甲子園球場の全国大会に出場できなかった。在学中の同級生に山本哲哉がいる。
高校卒業後、国士舘大学へ進学。東都大学野球の2部リーグで、通算20勝14敗の成績を残した。2年秋は2部最優秀投手。
大学卒業後はヤマハへ入社し、1年目から主戦級の投手として活躍。第79回からの2年連続都市対抗野球大会出場に貢献した。特に、2009年の第80回大会では、チームの準々決勝進出に大きく貢献している。
2009年のNPBドラフト会議で、埼玉西武ライオンズから6巡目で指名。2度にわたる入団交渉で態度を保留したが、3度目の交渉の結果、契約金3,000万円、年俸1,000万円（金額は推定）という条件で契約に合意した。背番号は30。

### 西武時代
2010年は4月20日の福岡ソフトバンクホークス戦で公式戦初登板。同年は10試合に登板したが防御率8.38に終わり、二軍では17試合に登板したが防御率は5.49に終わった。
2011年は一軍登板は無かったが、二軍で38試合に登板した。
2012年は8月26日の対オリックス・バファローズ戦で公式戦初先発するも、3回5失点で降板。同年のシーズンはこの1試合のみの登板に終わる。二軍では29試合に登板して防御率は4.89だった。
2013年は5月22日の対広島東洋カープ戦で4回を投げ無失点でプロ初ホールドを、同年7月4日の対オリックス戦では2番手で2回を投げ無失点で公式戦初勝利をそれぞれ挙げた。シーズン終盤では6試合で先発し1勝2敗。同年10月13日の千葉ロッテマリーンズとのクライマックスシリーズファーストステージの第2戦（西武ドーム）でプレーオフ初登板初先発し、6安打1四球無失点でシーズン公式戦を通じてプロ初完封勝利を挙げた。なお、プロ初完封勝利をプレーオフ初登板の試合で挙げたのは史上初である。
2014年は4月から6月は先発・リリーフ両方で投げ、7月からシーズン終了までは先発のみの登板だった。
2015年は自己最多の42試合に登板。主に中継ぎとしての登板であり、68回1/3を投げて防御率4.35の成績を残した。
2016年は開幕一軍入りを果たすも、4試合の登板（いずれも救援）で防御率19.29と振るわず二軍落ちし、そのままシーズンを終えた。
2017年は一軍登板が6月の交流戦と出遅れたものの、初先発同月7日の読売ジャイアンツ戦では5回無失点でシーズン初勝利を記録。その後も3連勝したが先発ローテーションの6番目のポジションだった関係で登板間隔が空くとリリーフに回り、7月のロッテ戦ではプロ初セーブを記録。8月の半ばまで9試合に登板して6勝1セーブ負け無しだったが、8月23日の対ソフトバンク戦で4回9失点でシーズン初黒星を喫すると状況は一変、背信の投球が目立ち5試合投げて0勝3敗と連敗のままシーズンを終える形となったが、シーズン勝利数は自己最多を更新した。

### 阪神時代
2018年オープン戦期間中の3月14日に、榎田大樹との交換トレードで阪神タイガースへ移籍することが発表された。背番号は13。4月22日の対読売ジャイアンツ（巨人）戦8回表に、5番手投手としてセントラル・リーグ公式戦初登板を果たした。7月26日の対広島東洋カープ戦では、先発の藤浪晋太郎が1回表に1死を取っただけで降板したことから急遽登板すると、5回表が終了するまで1失点と好投。3回裏に巡ってきた打席では、一軍公式戦での初安打を記録した。シーズン21試合目の登板であった9月1日の対横浜DeNAベイスターズ戦（いずれも甲子園）では、1点ビハインドの5回表に救援登板で1イニングを無失点に抑えると、その直後にチームが逆転。試合にも勝利したため、移籍後の一軍公式戦初勝利を挙げた。一軍公式戦全体では、ロングリリーフを中心に34試合へ登板。先発での登板は1試合、通算防御率は3.83、勝ち星は上記の1勝だけにとどまったが、7月下旬からの後半戦では28試合に登板した。
2019年には、一軍公式戦への登板がわずか3試合で、10月2日に球団から戦力外通告を受けたことを機に現役を引退。

### 現役引退後
2020年1月1日付で、阪神球団本部のプロスカウトに就任。

## 選手としての特徴・人物
最速148km/hのストレートを軸に、シュート、シンカー、スライダー、カーブなどの多彩な変化球をテンポ良く投げ込むのが特徴。内角へのシュートを勝負球に用いていた。
プロ入り後は、西武・阪神時代を通じて、先発も中継ぎもこなしていた、西武時代の2015年9月30日のオリックス戦（京セラドーム大阪）では、翌10月1日の同カードでの先発が予告されていたにもかかわらず、5点リードで迎えた5回裏無死1・2塁の局面から救援で登板。最初に対戦した宮﨑祐樹の適時打で1点を失いながらも、次に対戦した伊藤光から併殺を取ってマウンドを降りた。なお、翌日の試合には予告通り先発したが、自責点1ながら3回裏の途中で交代した末に黒星を喫している。また、一軍公式戦で766日振りの先発勝利を挙げた2017年6月7日の巨人戦は、巨人が球団新記録の12連敗を喫した試合でもあった。

## 詳細情報

### 年度別投手成績
| 年 度    | 球 団    | 登 板 | 先 発 | 完 投 | 完 封 | 無 四 球 | 勝 利 | 敗 戦 | セ 丨 ブ | ホ 丨 ル ド | 勝 率 | 打 者 | 投 球 回 | 被 安 打 | 被 本 塁 打 | 与 四 球 | 敬 遠 | 与 死 球 | 奪 三 振 | 暴 投 | ボ 丨 ク | 失 点 | 自 責 点 | 防 御 率 | W H I P |
| -------- | -------- | ----- | ----- | ----- | ----- | -------- | ----- | ----- | -------- | ----------- | ----- | ----- | -------- | -------- | ----------- | -------- | ----- | -------- | -------- | ----- | -------- | ----- | -------- | -------- | ------- |
| 2010     | 西武     | 10    | 0     | 0     | 0     | 0        | 0     | 0     | 0        | 0           | ----  | 48    | 9.2      | 15       | 1           | 5        | 0     | 0        | 6        | 3     | 0        | 10    | 9        | 8.38     | 2.08    |
| 2012     | 西武     | 1     | 1     | 0     | 0     | 0        | 0     | 1     | 0        | 0           | .000  | 18    | 3.0      | 7        | 0           | 1        | 0     | 1        | 1        | 3     | 0        | 5     | 5        | 15.00    | 2.67    |
| 2013     | 西武     | 32    | 6     | 1     | 0     | 0        | 4     | 4     | 0        | 6           | .500  | 333   | 77.1     | 83       | 5           | 24       | 0     | 5        | 55       | 3     | 0        | 35    | 33       | 3.84     | 1.45    |
| 2014     | 西武     | 22    | 16    | 0     | 0     | 0        | 2     | 6     | 0        | 0           | .250  | 371   | 84.1     | 96       | 8           | 32       | 0     | 2        | 53       | 5     | 0        | 47    | 38       | 4.06     | 1.52    |
| 2015     | 西武     | 42    | 4     | 0     | 0     | 0        | 1     | 2     | 0        | 6           | .333  | 284   | 68.1     | 62       | 12          | 20       | 1     | 6        | 43       | 1     | 2        | 34    | 33       | 4.35     | 1.20    |
| 2016     | 西武     | 4     | 0     | 0     | 0     | 0        | 0     | 0     | 0        | 0           | ----  | 27    | 4.2      | 10       | 0           | 4        | 0     | 0        | 1        | 1     | 0        | 10    | 10       | 19.29    | 3.00    |
| 2017     | 西武     | 14    | 12    | 0     | 0     | 0        | 6     | 3     | 1        | 0           | .667  | 286   | 64.0     | 65       | 15          | 23       | 0     | 7        | 35       | 1     | 0        | 42    | 38       | 5.34     | 1.38    |
| 2018     | 阪神     | 34    | 1     | 0     | 0     | 0        | 1     | 0     | 0        | 2           | 1.000 | 192   | 44.2     | 46       | 3           | 11       | 2     | 5        | 30       | 0     | 0        | 19    | 19       | 3.83     | 1.28    |
| 2019     | 阪神     | 3     | 0     | 0     | 0     | 0        | 0     | 0     | 0        | 0           | ----  | 26    | 5.1      | 6        | 2           | 3        | 0     | 1        | 4        | 0     | 0        | 5     | 5        | 8.44     | 1.69    |
| NPB：9年 | NPB：9年 | 162   | 40    | 1     | 0     | 0        | 14    | 16    | 1        | 14          | .467  | 1585  | 361.1    | 390      | 46          | 123      | 3     | 27       | 228      | 17    | 2        | 207   | 190      | 4.73     | 1.42    |

### 年度別守備成績
| 年 度 | 球 団 | 投手（P） | 投手（P） | 投手（P） | 投手（P） | 投手（P） | 投手（P） |
| 年 度 | 球 団 | 試 合     | 刺 殺     | 補 殺     | 失 策     | 併 殺     | 守 備 率  |
| ----- | ----- | --------- | --------- | --------- | --------- | --------- | --------- |
| 2010  | 西武  | 10        | 0         | 3         | 0         | 0         | 1.000     |
| 2012  | 西武  | 1         | 0         | 2         | 0         | 0         | 1.000     |
| 2013  | 西武  | 32        | 7         | 18        | 0         | 2         | 1.000     |
| 2014  | 西武  | 22        | 5         | 22        | 3         | 0         | .900      |
| 2015  | 西武  | 42        | 1         | 13        | 0         | 0         | 1.000     |
| 2016  | 西武  | 4         | 0         | 3         | 0         | 0         | 1.000     |
| 2017  | 西武  | 14        | 8         | 6         | 0         | 1         | 1.000     |
| 2018  | 阪神  | 34        | 2         | 8         | 0         | 0         | 1.000     |
| 2019  | 阪神  | 3         | 0         | 2         | 0         | 0         | 1.000     |
| 通算  | 通算  | 161       | 23        | 77        | 3         | 3         | .971      |

### 記録
投手記録
- 初登板：2010年4月20日、対福岡ソフトバンクホークス4回戦（福岡Yahoo! JAPANドーム）、9回裏に4番手で救援登板、1回1失点
- 初奪三振：同上、2回裏に松田宣浩から
- 初先発登板：2012年8月26日、対オリックス・バファローズ19回戦（京セラドーム大阪）、3回5失点で敗戦投手
- 初ホールド：2013年5月22日、対広島東洋カープ1回戦（西武ドーム）、2回表に2番手で救援登板、4回無失点
- 初勝利：2013年7月4日、対オリックス・バファローズ12回戦（京セラドーム大阪）、5回裏途中に2番手で救援登板・完了、2回無失点
- 初完投：2013年8月29日、対北海道日本ハムファイターズ20回戦（札幌ドーム）、8回1失点8奪三振で敗戦投手
- 初先発勝利：2013年9月22日、対オリックス・バファローズ23回戦（京セラドーム大阪）、7回1失点
- 初セーブ：2017年7月11日、対千葉ロッテマリーンズ12回戦（メットライフドーム）、7回表に2番手で救援登板・完了、3回2失点
- 初登板で対戦した第一打者に被本塁打：上記の「初登板」の項を参照、9回裏無死多村仁志に本塁打 ※史上58人目（パ・リーグ32人目）[21]

打撃記録
- 初打席：2017年6月14日、対阪神タイガース2回戦（阪神甲子園球場）、2回表に能見篤史から空振り三振
- 初安打：2018年7月26日、対広島東洋カープ14回戦（阪神甲子園球場）、3回裏に岡田明丈から中前安打

### 背番号
- 30 （2010年 - 2018年途中）
- 13 （2018年途中 - 2019年）

### 登場曲
- なし（2010年 - 2012年）
- 「闘え！サラリーマン」ケツメイシ（2013年 - 2014年前半）
- 「LIES -KR Ver.-」BIGBANG（2014年後半 - 2017年）
- 「monster」BIGBANG（2018年 - 2019年）